# Lady Nairi
Lady Nairi, született Homonnai Rita (Eger, 1985–) magyar író.
Az általános iskolát és a gimnáziumi éveit Egerben töltötte, míg diplomáját Nyíregyházán szerezte. 2010-ben jelent meg első könyve,
melyeket további újabb kötetek követtek az irodalom számos területén. 2001. óta él az irodalomnak, és számos versenyen vett részt. Művésznevét eredeti nevéből származtatja.

## Művei
- Verstár (Ad Librum Kiadó, 2010)
- 100 szirom (Underground Kiadó, 2011)
- Álomból valóság (Underground Kiadó, 2011)
- Másnak lenni (Underground Kiadó, 2011)
- Csepp a tengerben – Haiku-gyűjtemény (Underground Kiadó, 2012)
- A teingák kora (Underground Kiadó, 2013)
- A változás hullámai (Underground Kiadó, 2015)
- Az élet nyomai (Underground Kiadó, 2016)
- Árnyékvilág (Underground Kiadó, 2018)
- Egy pocaklakó 9 hónapja - Milán naplója (Underground Kiadó, 2018)
- Hasadás (Underground Kiadó, 2021)
- Két világ között (Underground Kiadó, 2022)

### Művei egyéb könyvekben
- Holnap Magazin – Sorsok két percben novelláskötet (2012)
- Holnap Magazin – Évszakok kötet (2012)
- Holnap Magazin - Érintések (2012)
- Az én mesém 5.[1] - A Kőrösi Csoma Sándor Kőbányai Kulturális Központ meséskönyve (2012)
- Sokunk karácsonya (Napkút Kiadó, 2012)
- A Kőrösi Csoma Sándor Kőbányai Kulturális Központ 7. meséskönyve (2014)
- Nyíregyháza Könyve (2015)
- A Kőrösi Csoma Sándor Kőbányai Kulturális Központ 8. meséskönyve (2015)